# Řemenice

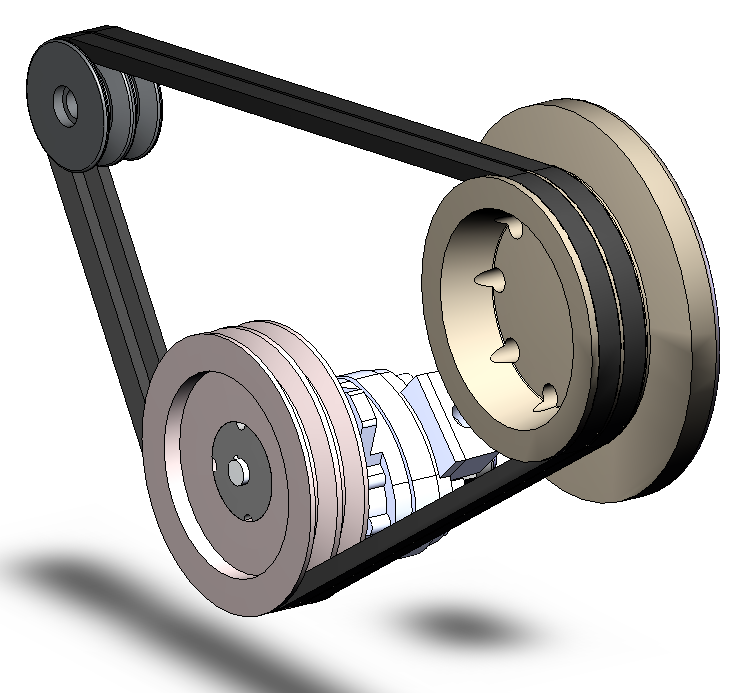
Řemenice s klínovými řemeny

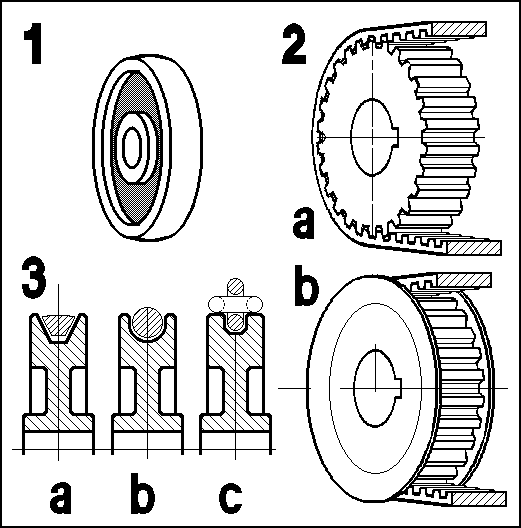
Různé druhy řemenic:
1) plochá řemenice
2a) řemenice pro ozubený řemen bez vedení
ba) řemenice pro ozubený řemen s vedením
3a) řemenice pro klínový řemen
3b) řemenice pro kruhový řemen
3b) řemenice pro řetěz

Řemenice je součást řemenového převodu, která přenáší energii z rotujícího hřídele na řemen a jeho prostřednictvím na jiný hřídel. Je to kolo na hřídeli, po jehož obvodu řemen probíhá. Tvar řemenice závisí na typu řemene – buď je hladká pro plochý řemen, nebo má drážky pro řemen klínový, případně zuby pro řemen ozubený.

## Řemenice pro plochý řemen
Řemenice pro plochý řemen tvořily vybavení strojů především v 19. a na začátku 20. století. Nenápadnou, ale podstatnou vlastností řemenice je její tvar – není to válec, ale má tvar soudku – uprostřed dráhy řemene má největší průměr. Je tím zajištěno vedení řemene na podobném principu, na němž je založeno například i železniční dvojkolí.

## Řemenice pro klínový řemen
Řemenice pro klínový řemen obsahuje jednu nebo několik drážek, do nichž přesně zapadá klínový řemen. Zešikmený tvar drážek řemenice s odpovídajícím tvarem řemenu zajišťuje podstatně vyšší třecí sílu proti plochému řemenu. Tato síla navíc se zatížením roste, jak je řemen víc zatlačován do drážky řemenice.
Tímto druhem řemenu jsou vybaveny automobilové spalovací motory pro pohon ventilátoru chladiče a dynama či alternátoru.

## Řemenice pro ozubený řemen
Tento typ řemenice připomíná ozubené kolo. Používá se tam, kde je nutné zajistit synchronní pohyb mechanizmů. Typickým příkladem je rozvod spalovacích motorů, kde přenos ozubeným řemenem konkuruje převodům kolovým a řetězovým.

## Řemenice s měnitelným průměrem
Tento speciální druh řemenic pro klínový řemen je součástí konstrukce většiny variátorů. Jedná se o dvojici souosých talířových, lehce kuželovitých kol, která se k sobě mohou přibližovat nebo od sebe vzdalovat. Jak se mění vzdálenost mezi nimi, mění se i průměr, po němž se pohybuje zapadající klínový řemen.